# Olșanca, Krîjopil
Olșanca (în ucraineană Вільшанка, transliterat: Vilșanka) este localitatea de reședință a comunei Olșanca din raionul Krîjopil, regiunea Vinnița, Ucraina.

## Demografie
Componența lingvistică a localității Olșanca
     Ucraineană (99,02%)
     Alte limbi (0,98%)
Conform recensământului din 2001, majoritatea populației localității Olșanca era vorbitoare de ucraineană (99,02%), existând în minoritate și vorbitori de alte limbi.